# Boreray (Saint Kilda)
Boreray (gaélico escocés Boraraigh) es una isla deshabitada de Escocia, localizada en el archipiélago de Saint Kilda, y perteneciente al condado de Harris) a unos 66 km al noroeste de North Uist. La isla ocupa una superficie de 86,5 ha, y alcanza una altura de 284 m sobre el nivel del mar, en el Mullach an Eilein. Sus acantilados albergan numerosas especies de aves marinas. Hay asimismo 130 fanerógamas distintas en Boreray.